# Xã De Smet, Quận Kingsbury, South Dakota
Xã De Smet (tiếng Anh: De Smet Township) là một xã thuộc quận Kingsbury, tiểu bang Nam Dakota, Hoa Kỳ. Năm 2010, dân số của xã này là 309 người.